# Inferior
Inferior: How Science Got Women Wrong and the New Research That's Rewriting the Story est un livre de 2017 de la journaliste scientifique Angela Saini. Le livre traite de l'effet du sexisme sur la recherche scientifique et de la façon dont ce sexisme influence les croyances sociales,.
Le livre a été publié par Beacon Press aux États-Unis et Fourth Estate Books au Royaume-Uni.

## Accueil
Selon The Independent, Angela Saini « brosse un tableau troublant de la profondeur avec laquelle les notions sexistes ont été tissées dans le tissu de la recherche scientifique ».
Le Guardian a noté que Saini « découvre que de nombreuses croyances traditionnelles de la société sur les femmes sont construites sur un terrain instable ».
Le Ahmedabad Mirror a souligné que Saini « expose les préjugés de Charles Darwin et comment ses opinions sur la place de la femme dans la société ont teinté, ou plutôt entaché, ses théories ».
Inferior a été lancé en juin 2017 à la Royal Academy of Engineering . Un mois après sa sortie, Inferior a été recommandé par Scientific American. Il a été finaliste des Goodreads Choice Awards pour la « Meilleure science et technologie » en 2017.
Inférieur était le « Livre de l'année » de Physics World (en). Dans la critique de Chemistry World (en), Jennifer Newton a écrit « Je ne peux pas le recommander assez fortement ».
Après la sortie d' Inferior, Angela Saini a été invitée à prendre la parole dans des universités et des écoles à travers le pays, dans ce qui est devenu une "tournée de livres scientifiques féministes",,,.
L'étudiant en égyptologie Julien Delhez, écrivant pour la revue Evolution, Mind and Behavior (en) en 2019, a critiqué Inferior pour avoir créé une confusion qui pourrait potentiellement « détériorer sérieusement le dialogue entre le public et la communauté scientifique ».